# 交響曲第1番 (松村禎三)
交響曲第1番は、松村禎三が1965年に日本フィルハーモニー交響楽団委嘱作として作曲した交響曲。同年6月15日渡邉暁雄指揮同楽団により初演された。演奏時間は約24分。

## 楽器編成
フルート3（ピッコロ、バスフルート持ち替え）、オーボエ2、イングリッシュホルン2、クラリネット3、ファゴット2、コントラファゴット、ホルン4、トランペット4、トロンボーン3、チューバ、ティンパニ、打楽器7、ピアノ、チェレスタ、ハープ、弦五部、

## 楽曲構成
3楽章構成だが第2楽章、第3楽章は切れ目なく演奏される。
- 第1楽章 Andante - Lento‐ Allegro - Lento　
木琴、木鉦のオスティナートが核になり、いくつもの音の群れが全曲を統一する。途中ヴァイオリン独奏によりクライマックスが抑えられる。
- 第2楽章 Adagio 
ハープ、フルート、ヴィオラ、ピアノによりアダージョ主題が提示される。弦楽合奏で奏されるピウ・モッソを間に置き、冒頭の主題が再現される。
- 第3楽章 Allegro - Lento - Allegro　
短い動機がクラリネットに現れ、徐々に他の楽器が入ってしつこく繰り返される。第1楽章の主題が回帰され、荒々しいクライマックスを形成する。しかし最後には落ち着き、激しい全合奏で全曲が締め括られる。